# 野上暁
野上 暁（のがみ あきら、1943年8月31日 - ）は、日本の児童文学・文化評論家。本名は上野 明雄。

## 経歴
長野県飯山市生まれ。中央大学卒業。小学館に勤務、『小学一年生』編集長、児童図書、一般図書担当編集部長などを経て、同社取締役、小学館クリエイティブ代表取締役社長を歴任。藤子不二雄の『パーマン』などを担当。
白百合女子大学児童文化学科、東京成徳大学子ども学部講師などを歴任。東京純心大学現代文化学部こども文化学科客員教授。日本ペンクラブ常務理事、「子どもの本」委員長。日本児童文学学会会員。「鬼ケ島通信」編集長。

## 著書
- 『おもちゃと遊び』現代書館 子どもの文化叢書 1979
- 『ファミコン時代の子どもたち』アドバンテージサーバー ブックレット「生きる」 1993
- 『"子ども"というリアル 消費社会のメディアと"もの"がたり』パロル舎 1998
- 『日本児童文学の現代へ』パロル舎 1998
- 『子ども学その源流へ 日本人の子ども観はどう変わったか』大月書店 2008
- 『越境する児童文学 世紀末からゼロ年代へ』長崎出版 2009
- 『絵本子どもたちの日本史 4 戦争と子どものくらし』石井勉絵 大月書店 2012
- 『絵本子どもたちの日本史 5 現代の子どものくらし』石井勉絵 大月書店 2012
- 『子ども文化の現代史　遊び・メディア・サブカルチャーの奔流』大月書店　2015
- 『小学館の学年誌と児童書』論創社　2015

### 共著編
- 『ファンタジービジネスのしかけかた あのハリー・ポッターがなぜ売れた』グループM[3]共著 講談社+α新書 2003
- 『子ども・大人』ひこ・田中共著 ヨシタケシンスケ絵 大月書店 考える絵本 2009
- 『子どもの本ハンドブック』ひこ・田中共編 三省堂 2009
- 『春夏秋冬ものがたり』編 全4巻　偕成社 ものがたり12か月 2008-2009
- 『絵本子どもたちの日本史 1 むかしむかしの子どものくらし』加藤理共著 石井勉絵 大月書店 2011
- 『はじめてよむ童話集』全5巻 編 大月書店 2010-2011
- 『子ども論の遠近法』芹沢俊介,斎藤次郎共著 プラス通信社 子どもプラスBOOKS 2012
- 『いま、子どもに読ませたい本 子どもの感性をゆたかにするブックガイド』編著 七つ森書館 2014
- 『子どもに読んであげたい365日のおはなし』編 成美堂出版 2014
- 『わたしが子どものころ戦争があった　児童文学者が語る現代史』編 理論社 2015

### その他
- 赤塚不二夫『たまねぎたまちゃん』（2004年、けやき出版） - 解説を執筆。
- 藤子・F・不二雄大全集『てぶくろてっちゃん』2巻（2011年、小学館） - 解説を執筆。